# Rotala ramosior
Rotala ramosior är en fackelblomsväxtart som först beskrevs av Carl von Linné, och fick sitt nu gällande namn av Emil Bernhard Koehne. Rotala ramosior ingår i släktet Rotala och familjen fackelblomsväxter. Inga underarter finns listade i Catalogue of Life.

## Bildgalleri

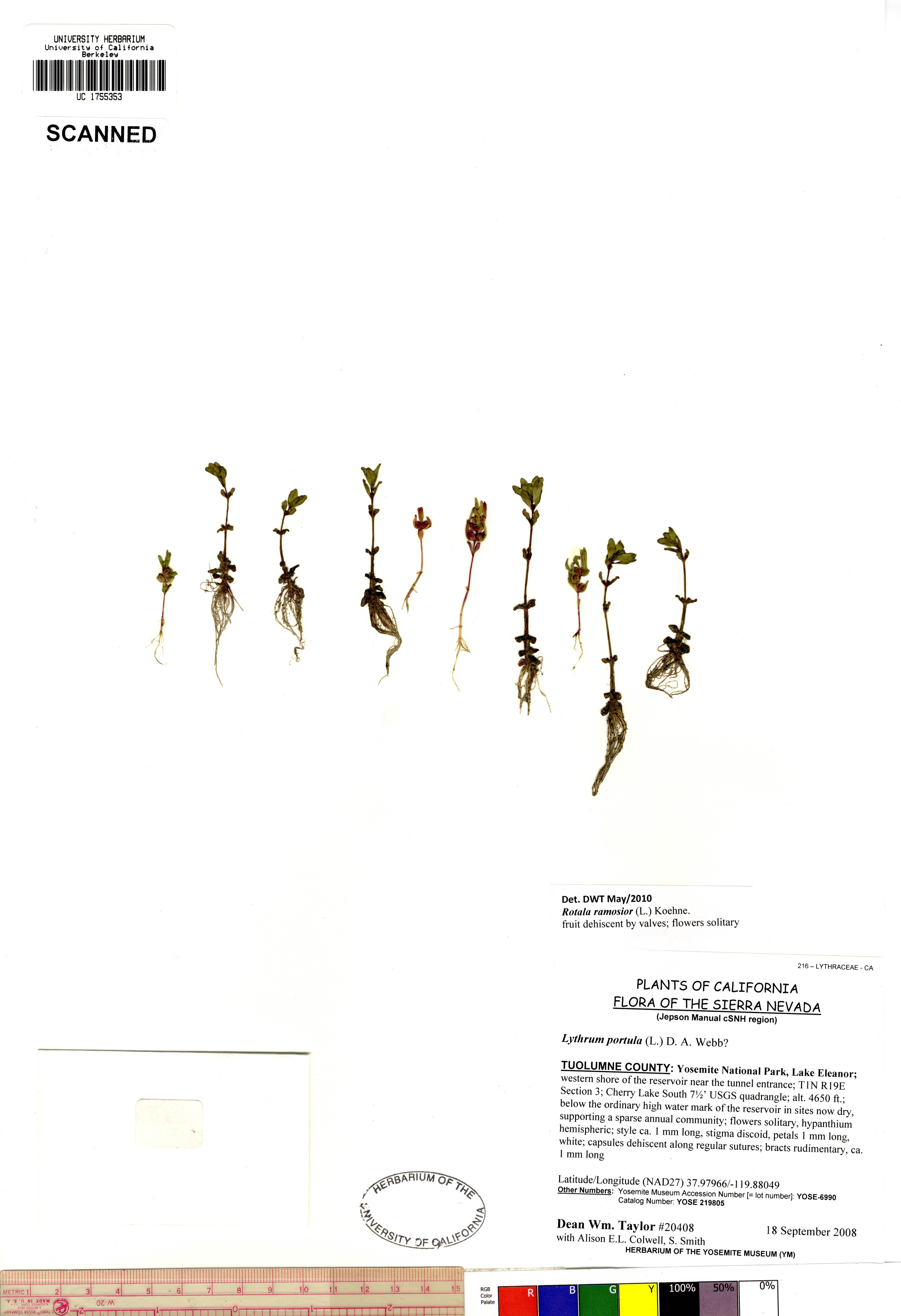
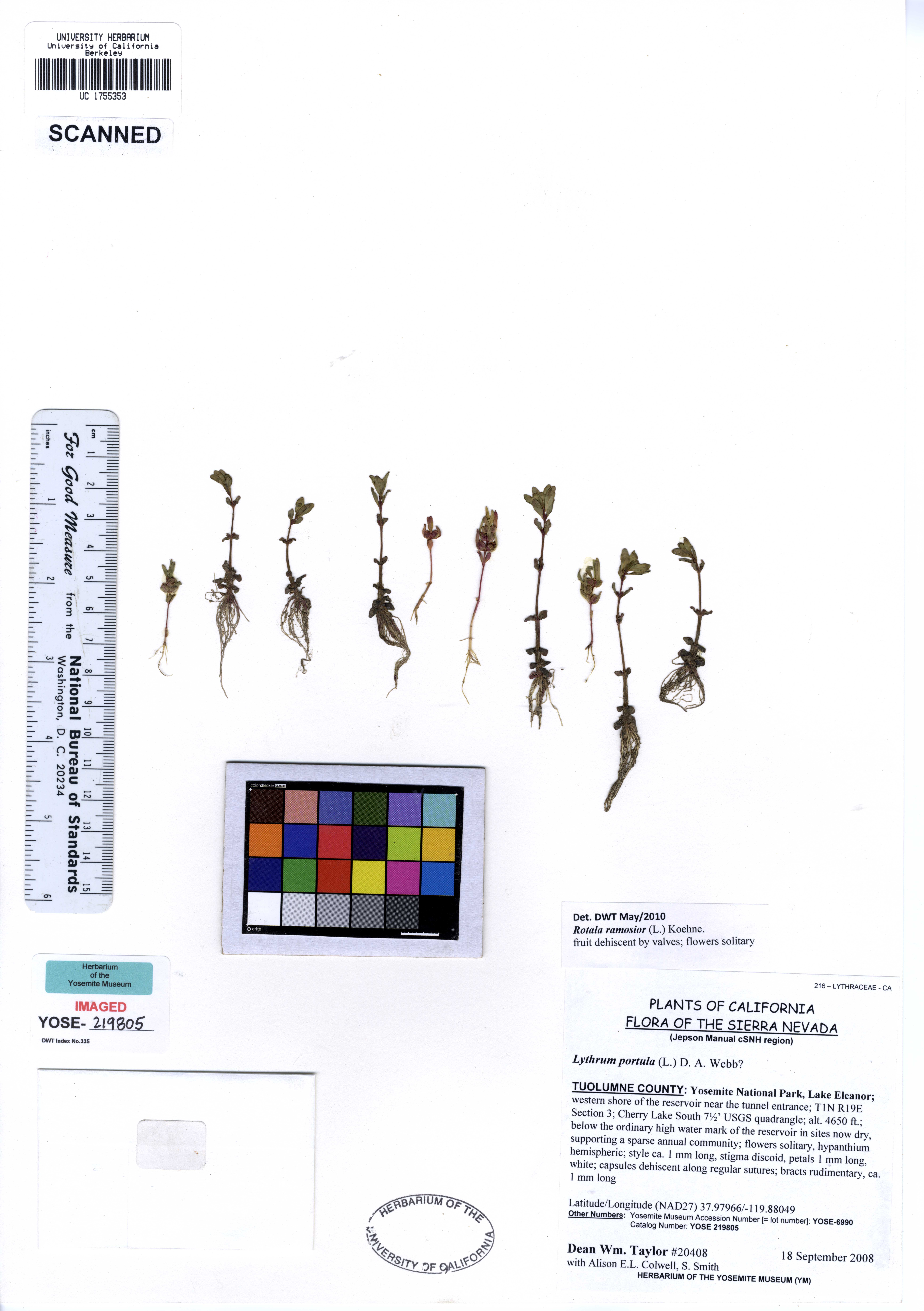